# François Rucloux
François Rucloux, né le 15 novembre 1775 à Charleroi et décédé le 1er mai 1823 dans la même ville, est un industriel et homme politique, adjoint-maire de Charleroi.

## Biographie
François Joseph Rucloux est le fils de Jean-Baptiste Rucloux et de Marie Anne Isabelle Lachapelle. Il était marié à Rosalie Radelet. 
Il fait partie de la société qui demande en 1819 le maintien de la concession d'exploitation d'un des premiers charbonnages de Charleroi « La Société de charbonnage du Grand Mambourg Sablonnière et Pays de Liège » , primitivement accordée en 1664 par Messire Jean T'Serclaes de Tilly, seigneur de Montignies-sur-Sambre. Il est également un industriel spécialisé dans la production de produits réfractaires.
De 1814 à sa mort en mai 1823, il est adjoint-maire de Charleroi. C'est en septembre 1816 que François Rucloux pose, en présence de généraux anglais et hollandais, la première pierre de la Porte de Waterloo, principale porte des fortifications de la Ville-Haute de Charleroi. Il est aussi membre des États Provinciaux du Hainaut. En septembre 1830, lors de la révolution belge, le propre fils de François Rucloux, également prénommé François, participe aux combats dans le parc de Bruxelles au sein de compagnie de Charleroi, dont faisait aussi partie Gustave Nalinne, futur bourgmestre de Charleroi.

## Hommage
Une place de la Ville-Basse de Charleroi a été baptisée « Place François Rucloux ». 